# 桜本昌弘
桜本 昌弘（さくらもと まさひろ）は、日本の男性声優。桜本 晶弘（さくらもと あきひろ）とクレジットされる作品もあるが、誤り。

## 出演作品

### テレビアニメ
1976年
- ブロッカー軍団IVマシーンブラスター（少年院生徒達）
- ろぼっ子ビートン（作業員B）

1978年
- ルパン三世（第2作）（1978年 - 1979年）

1979年
- ザ☆ウルトラマン（室長）
- 未来ロボ ダルタニアス（1979年 - 1980年、キケロ、ザルバの声）

1980年
- 宇宙戦士バルディオス（1980年 - 1981年、幹部B、男、隊長）
- おじゃまんが山田くん（山下）
- 伝説巨神イデオン（1980年 - 1981年、ギャバリー・テクノ、兵士）
- トム・ソーヤーの冒険（男）
- 未来ロボ ダルタニアス（ザルバ）
- 無敵ロボ トライダーG7（部長）

1981年
- 最強ロボ ダイオージャ（リガー）
- 太陽の牙ダグラム（ベリオン）

1982年
- スペースコブラ（1982年 - 1983年）
- ダッシュ勝平
- 魔法のプリンセス ミンキーモモ（ギャング、ベルモント、司会者）

### 劇場アニメ
1981年
- ドラえもん のび太の宇宙開拓史（キャプテン）

1982年
- 伝説巨神イデオン 接触篇 THE IDEON; A CONTACT（テクノ）
- 伝説巨神イデオン 発動篇 THE IDEON; Be INVOKED（テクノ）

### 吹き替え
- 刑事コロンボ（ウエイター）
- 特捜班CI-5
- ふたり（給仕係）※TBS版

### 特撮
- ウルトラマンZOFFY ウルトラの戦士VS大怪獣軍団（ウルトラマンタロウの声）

### その他
- 川の子クークー（カラス）